# アカコッコ
アカコッコ（島赤腹、学名：Turdus celaenops）は、鳥綱スズメ目ツグミ科ツグミ属に分類される鳥類。

## 分布
日本（鳥島を除く伊豆諸島、トカラ列島）固有種。1980年代に伊豆大島での繁殖が確認された。冬季に大島や伊豆半島へ北上する個体もいる。
漢字表記の島は「特定の地域」を指す。英名は伊豆諸島に分布することに由来する。

## 形態
全長23センチメートル。胸部や腹部は赤褐色。黄色のアイリングがある。
オスは頭部から後頸・喉が黒い。メスは全体的にオスよりも淡色で、喉が白い。眉斑がはっきりしている個体とそうでない個体がいる。

## 生態
常緑広葉樹林や落葉広葉樹林に生息し、常緑樹の自然林で低木が点在した環境で生息密度が高い。平地から山地の林、農耕地、林縁などにも生息する。
昆虫、ミミズ、陸生貝類、タブノキ・ハチジョウグワなどの果実などを食べる。地上を跳ね回っては立ち止まる動作を繰り返すことで地中や落ち葉の下の獲物を探す。雛へは主にミミズを与えるが、昆虫・多足類・果実なども給餌する。
繁殖様式は卵生。4 - 7月に植物の根やコケなどでお椀状の巣を作り、2 - 5個（主に3 - 4個）の卵を産む。雌雄ともに抱卵・育雛を行う。

## 人間との関係
森林伐採や道路建設による生息地の破壊、人為的に移入されたニホンイタチによる捕食などにより生息数は減少している。三宅島では2000年の雄山の噴火により、森林の約60 %が消失もしくは影響を受けている。屋久島にも分布していたが、近年の確認例はない。日本では1975年に国の天然記念物に指定されている。2020年に国内希少野生動植物種に指定され、卵も含め捕獲・譲渡などが原則禁止されている。三宅村では村立の自然観察施設に、日本野鳥の会のレンジャーを常駐させるなどの啓蒙活動が進められている。2010年から三宅村と協力した日本野鳥の会による保護事業が開始され、2012年からは生態調査、2017年にはGPSの発信機を装着した個体を放鳥する調査が行われている。三宅島での2009年における生息数は、4,400羽と推定されている。同島での2015年における生息数は、7,800羽と推定されている
絶滅危惧IB類 (EN)（環境省レッドリスト）